# Aldo Graziati
Aldo Rossano Graziati detto Aldò o anche G. R. Aldo (Scorzè, 1º gennaio 1905 – Pianiga, 14 novembre 1953) è stato un direttore della fotografia italiano del neorealismo e del cinema italiano del secondo dopoguerra.

## Biografia
Nome completo Aldo Rossano Graziati. Conosciuto anche con lo pseudonimo G. R. Aldo (Graziati Rossano Aldo, il suo nome completo scritto al contrario) o Aldò (alla francese, per aver lavorato per molti anni a Parigi), si distingue per la sua tecnica raffinata e una sensibilità tonale particolarmente indicate per gli effetti luministici della caratteristica narrazione in bianco e nero del neorealismo. Un senso alto e nobile, il suo, per il mestiere dell'operatore, che non godeva all'epoca delle stesse attenzioni di oggi. Si trasferisce in Francia nel 1923, dove lavora per molti anni come coreografo, fotografo di scena e operatore. Durante l'occupazione tedesca si trasferisce a Nizza, dove conosce Michelangelo Antonioni che lo invita a tornare in Italia. Nel 1946 si presenta per un provino a Luchino Visconti, che due anni dopo gli affida la direzione della fotografia del suo La terra trema.
L'operatore (oggi direttore della fotografia) - soleva dire - non deve fotografare, bensì interpretare e sviluppare il sentimento del regista, sentendo a sua volta ogni immagine, penetrandola, trattandola, dandole la sua esatta espressione, che è e resta espressiva. Comprensibili le lodi dei suoi registi (Vittorio De Sica: Gli debbo il miracolo a Milano) e dei critici più esigenti dell'epoca, fra cui Luigi Chiarini, che lo definì il Tissé italiano, con riferimento al celebrato operatore di Ejzenstejn. Muore prematuramente tra Padova e Venezia in seguito ad un incidente automobilistico mentre è impegnato nella lavorazione di Senso (suo primo ed unico film a colori). Gli è stato intitolato il teatro comunale di Scorzé, suo paese natale.

## Filmografia
- L'empreinte de Dieu, regia di Léonide Moguy (1939)
- Sublime perdon, regia di Léonide Moguy (1940)
- La symphonie fantastique, regia di Christian-Jacque (1941)
- Les visiteurs du soir, regia di Marcel Carné (1942)
- L'éternel Retour, regia di Jean Delannoy (1942)
- La boite aux rêves, regia di Yves Allégret e Jean Choux (1945)
- Couleur de Venise, regia di Jean Faurez e Jeacques Mercanton (1945)
- La vie de bohème, regia di Marcel L'Herbier (1945)
- Au petit bonheur, regia di Marcel L'Herbier (1946)
- Les derniers jours de Pompei, regia di Marcel L'Herbier (1947)
- La Certosa di Parma (La Chartreuse de Parme), regia di Christian-Jacque (1948)
- La terra trema, regia di Luchino Visconti (1948)
- Cielo sulla palude, regia di Augusto Genina (1949)
- Domani è troppo tardi, regia di Léonide Moguy (1950)
- Domani è un altro giorno, regia di Léonide Moguy (1951)
- Miracolo a Milano, regia di Vittorio De Sica (1951)
- Umberto D., regia di Vittorio De Sica (1951)
- Otello, regia di Orson Welles (1951)
- Tre storie proibite, regia di Augusto Genina (1952)
- Stazione Termini, regia di Vittorio De Sica (1953)
- Lo scocciatore (Via Padova 46), regia di Giorgio Bianchi (1953)
- La provinciale, regia di Mario Soldati (1953)
- Senso, regia di Luchino Visconti (1954)

## Riconoscimenti
Vincitore del Locarno Film Festival per la migliore fotografia con La Certosa di Parma (1948) assieme ad Anchise Brizzi e Nicolas Hayer. Ha ricevuto il Nastro d'argento nel 1950 per il complesso della sua opera e nel 1955 per Senso (alla memoria).